# Real I.S.
Die Real I.S. AG mit Hauptsitz in der bayerischen Landeshauptstadt München ist die Immobiliengesellschaft der BayernLB und Teil der Sparkassen-Finanzgruppe.

## Unternehmen
Das Unternehmen wurde 1991 als „Bayernfonds Immobilien GmbH“ gegründet und legte im selben Jahr seinen ersten Fonds auf, mit dem sich das Unternehmen in den neuen Bundesländern engagierte. 1998 folgte der erste Auslandsfonds. Seit dem Jahr 2000 werden auch institutionelle Anleger bedient und es erfolgte die Umbenennung in Real I.S. AG nebst entsprechender Änderung der Gesellschaftsform.
2005 war das Unternehmen der erste deutsche Anbieter mit auf australische Immobilien spezialisierten Fonds. Im Jahr 2009 erreichte die 100-Prozent-Tochter der BayernLB, die damit auch der Sparkassen-Finanzgruppe angehört, in Deutschland die Marktführerschaft für geschlossene Immobilienfonds.
2014 erfolgte die vollständige Lizenzierung als Kapitalverwaltungsgesellschaft, zwei Jahre später warb Real I.S. erstmals innerhalb eines Kalenderjahres mehr als eine Milliarde Euro an Eigenkapital von Anlegern an. Im Geschäftsjahr 2021 erwarb Real I.S. Kapitalzusagen in Höhe von mehr als einer Milliarde Euro. Zwischen 2020 und 2024 erreichte Real I.S. im Durchschnitt ein jährliches Immobilien-Transaktionsvolumen von ca. 1,1 Milliarden Euro. Das verwaltete Immobilienvermögen lag zum Dezember 2024 bei einem Wert von rund 12,2 Milliarden Euro.
Vorstandsvorsitzender ist seit Oktober 2024 Dr. Christine Bernhofer. Weitere Vorstandsmitglieder sind Bernd Lönner und Franz Krewel.
Das Unternehmen beschäftigt weltweit rund 300 Mitarbeiter (Dezember 2024).

## Leistungen und Produkte
Die Bankengruppe der Bayerischen Landesbank (BayernLB) bündelt ihr Asset-Management-Geschäft in der Real I.S. AG sowie der weiteren Tochter „BayernInvest“. Die Investment-Angebote des Unternehmens richten sich sowohl an private als auch an institutionelle Investoren. Das Fondsangebot umfasst institutionelle Spezialfonds und einen offenen Immobilienpublikumsfonds. Zu den Kunden gehören somit neben Privatanlegern auch Banken und Versicherungen sowie Pensionskassen, Stiftungen und andere Unternehmen. Die am häufigsten vertretenen Assetklassen sind Büro, Einzelhandel/Logistik und Hotels.
Dabei ist das Unternehmen auf ein aktives Asset Management spezialisiert, d. h. die Anlagen werden durch Mitarbeiter der Real I.S. AG direkt gemanagt. Die Auslandsdependancen des Unternehmens in Frankreich, Spanien, Luxemburg, Australien und den Niederlanden leisten die Betreuung von Einzelobjekten vor Ort. In Deutschland ist das aktive Property Management der Real I.S. durch die Tochtergesellschaft Real I.S. Real Estate Management GmbH neben dem Hauptsitz in München mit Niederlassungen in Berlin, Hamburg, Dresden, Leipzig und Jena auch regional präsent.
Für institutionelle und andere professionelle Anleger managt Real I.S. neben geschlossenen Fonds auch Einzelinvestments in Immobilien. Ein weltweites Netzwerk von Partnern ist dabei mit dem Asset Management der Einzelobjekte betraut. Im Portfolio befinden sich unter anderem bekannte Baudenkmäler wie das Ernst-August-Carrée in Hannover oder das Toren op Zuid in Rotterdam.
Zur Unterstützung des operativen Geschäfts betreibt die Real I.S. AG eine eigenständige Research-Abteilung, die regelmäßig spezielle und allgemeine Analysen zur Entwicklung der internationalen Märkte sowie des Immobiliensektors veröffentlicht. Darüber hinaus besteht im Forschungsbereich eine Kooperation mit der International Real Estate Business School der Universität Regensburg sowie dem im November 2023 gegründeten Frankfurt School Real Estate Institute.